# 加斯唐维迪加尔
加斯唐维迪加尔是巴西圣保罗州的一个市镇。总面积180.818平方公里，总人口3859人，人口密度21.3人/平方公里。